# Högsjö, Halland
Högsjö är en sjö i Laholms kommun i Halland och ingår i Lagans huvudavrinningsområde. Sjön har en area på 0,0676 kvadratkilometer och ligger 109,4 meter över havet. Vid provfiske har abborre, gädda och öring fångats i sjön.

## Delavrinningsområde
Högsjö ingår i det delavrinningsområde (627370-134853) som SMHI kallar för Mynnar i Krokån. Medelhöjden är 138 meter över havet och ytan är 32,94 kvadratkilometer. Det finns inga avrinningsområden uppströms utan avrinningsområdet är högsta punkten. Lillån som avvattnar avrinningsområdet har biflödesordning 3, vilket innebär att vattnet flödar genom totalt 3 vattendrag innan det når havet efter 39 kilometer. Avrinningsområdet består mestadels av skog (70 procent) och sankmarker (18 procent). Avrinningsområdet har 0,07 kvadratkilometer vattenytor vilket ger det en sjöprocent på 0,2 procent.